# Благовещение Богородично (дем Полигирос)
„Благовещение Богородично“ (на гръцки: Μονή Ευαγγελισμός της Θεοτόκου) е женски ставропигиален манастир в Егейска Македония, Гърция, част от дем Полигирос в административна област Централна Македония. Според преброяването от 2001 година в манастира има 124 жители и е най-големият женски манастир в страната.
Манастирът е разположен на 4 km южно от Ормилия и на 2 km северно от Ватопеди. Сведения за манастира има от XII век. В 1903 година на мястото има малка църква, посветена на Благовещение, както и помощни помещения. В 1974 година е закупен от светогорския манастир Симонопетра и е създадено манастирско сестринство, което се занимава с иконопис, тъкане, селско стопанство и редица социални дейности. Землището му обхваща и това на село Ватопеди, което обаче в 1924 година е отчуждено за оземляване на бежанците от Турция.